# Collide (album)
Pour les articles homonymes, voir Collide (homonymie).
Albums de Skillet
Alien Youth
(2001) Comatose
(2006)
Collide est le cinquième album studio du groupe de hard rock américain Skillet sorti le 18 novembre 2003 sur le label Ardent Records. Il est réédité par Lava Records le 25 mai 2004 avec la chanson bonus Open Wounds.

## Singles
1. Savior
2. Forsaken
3. Collide
4. My Obsession
5. Open Wounds
6. Under My Skin
7. A Little More
8. Under My Skin
9. Energy
10. Cycle Down

## Liste des titres
(Original Ardent Records)
| No  | Titre         | Durée |
| --- | ------------- | ----- |
| 1.  | Forsaken      | 4:12  |
| 2.  | Savior        | 4:33  |
| 3.  | Collide       | 5:38  |
| 4.  | A Little More | 4:49  |
| 5.  | My Obsession  | 5:00  |
| 6.  | Fingernails   | 5:07  |
| 7.  | Imperfection  | 4:07  |
| 8.  | Under My Skin | 4:06  |
| 9.  | Energy        | 3:57  |
| 10. | Cycle Down    | 3:58  |

(2004 Lava Records)
| No  | Titre                     | Durée |
| --- | ------------------------- | ----- |
| 1.  | Forsaken                  | 4:12  |
| 2.  | Savior                    | 4:33  |
| 3.  | Open Wounds (bonus track) | 3:15  |
| 4.  | A Little More             | 4:49  |
| 5.  | My Obsession              | 5:00  |
| 6.  | Collide                   | 5:38  |
| 7.  | Fingernails               | 5:06  |
| 8.  | Imperfection              | 4:06  |
| 9.  | Under My Skin             | 4:05  |
| 10. | Energy                    | 3:56  |
| 11. | Cycle Down                | 4:00  |